# Дом 1000 трупов
«Дом 1000 трупов» (англ. House of 1000 Corpses) — американский фильм 2003 года, режиссёрский дебют Роба Зомби, созданный в традиционной стилистике фильмов ужасов с добавлением элементов чёрной комедии и даже научной фантастики. Премьера фильма состоялась 13 марта 2003 года. В США фильм собрал $12 634 962, в других странах $4 194 583, что в общей сложности составило $16 829 545.
Фильм включён в список запрещённых к распространению в Республике Беларусь.

## Сюжет

### Пролог
Летним вечером в небольшом пригородном магазине ужасов между собой общаются одетый в костюм клоуна с разрисованным лицом владелец магазина и пожилой мужчина. Вскоре старик отлучается в туалет, а в это самое время в магазин врываются двое вооружённых грабителей и начинают угрожать владельцу магазина. Однако владелец в костюме клоуна вовсе не пугается, а наоборот начинает всячески подначивать и раззадоривать грабителей. Внезапно появляется человек в маске и с лопатой, обезоруживает грабителей, после чего клоун — владелец магазина хладнокровно их расстреливает и ещё жалуется, что они забрызгали кровью его лучший костюм.

### Основная часть
Две молодые пары путешествуют на машине по американской провинции. По радио передают сообщения об исчезновении молодых девушек, но компания не придаёт этому факту значения. Вскоре она останавливается возле странного магазинчика у дороги, в котором развернулась прошлая кровавая сцена. Заглянув в лавку Капитана Сполдинга (именно так звали клоуна-владельца магазина ужасов) — эксцентричного мужчины средних лет, они узнают от него разные легенды о маньяках-убийцах, в том числе посещают созданную им галерею знаменитых убийц, где узнают о местном маньяке докторе Сатане. Парни заинтригованы старой байкой о маньяке-убийце Докторе Сатане, пойманном и повешенном, но тело которого впоследствии таинственно исчезло. Выясняется, что место казни Доктора Сатаны находится совсем неподалёку, и, несмотря на недовольство девушек, четверо отправляются на исследование, используя нарисованную Сполдингом карту. Впереди их ожидает неслучайная поломка машины, странная мокнущая под дождём девушка, которую они согласились подвезти, и посещение дома крайне эксцентричной семьи, которая после пустяковой ссоры оказывается сборищем кровожадных садистов, которые и являются причиной исчезновения девушек. Садисты мучают и жестоко убивают главных героев, прерываясь лишь для расправы с новыми гостями — нарядом полиции и отцом одной из девушек. Полицейских и старика убивают, а из лица старика один из садистов делает себе маску. Оказывается, что Доктор Сатана жив и продолжает свои жуткие опыты. Он расправляется с главными героями, и лишь одной девушке удаётся бежать. Она ловит машину, и за рулём оказывается Капитан Сполдинг. Девушка говорит ему, что ей нужно к врачу, и Капитан её успокаивает тем, что обязательно отвезёт её к доктору, но с заднего сидения высовывается один из садистов и нокаутирует девушку, и она приходит в себя уже у «врача» — у Доктора Сатаны, который её жестоко убивает.

## В ролях
| Актёр              | Роль                              |
| ------------------ | --------------------------------- |
| Сид Хэйг           | Капитан Сполдинг                  |
| Карен Блэк         | Мамаша Файрфлай                   |
| Шери Мун Зомби     | Малышка Файрфлай                  |
| Билл Моусли        | Отис Дрифтвуд                     |
| Эрин Дэниелс       | Дениз Уиллис                      |
| Крис Хардвик       | Джерри Голдсмит                   |
| Дженнифер Джостин  | Мэри Ноулз                        |
| Рэйн Уилсон        | Билл Хадли                        |
| Харрисон Янг       | отец Дениз Дональд «Дон» Уиллис   |
| Уолтон Гоггинс     | помощник шерифа Стив Нэш          |
| Майкл Джей Поллард | приятель капитана Сполдинга Стаки |
| Мэттью Макгрори    | Тайни Фэйрфлай                    |

## Критика
Рецензент из газеты «The New York Times» негативно отзывался о фильме, в частности раскритиковав вставки бессмысленного видеоряда в сюжет фильма.

## Сиквел
- «Изгнанные дьяволом»